# Publije Elije Aristid
Publije Elije Aristid, (117. – oko 189.), grčki retor.
Pisao govore dijelom održane, a dijelom namijenjene čitanju (sačuvano 55). Najpoznatiji su Panatenejski govor i Pohvala Rima. Također napisao Pjesničko umijeće. Njegovi su govori važni za poznavanje grčke povijesti, rimskih ustanova, povijesti i topografije Male Azije i povijesti antičkog zemljopisa. Čitan i cijenjen i u srednjem vijeku, uzor kasnijim govornicima.